# Władysław Podkowiński
Władysław Podkowiński, né le 4 février 1866 à  Varsovie et mort le 5 janvier 1895 dans la même ville, est un peintre et illustrateur polonais, précurseur de l'impressionnisme en Pologne.

## Biographie
Władysław Podkowiński commence sa formation artistique en 1880 à l'atelier de Wojciech Gerson. C'est la seule possibilité d'étudier la peinture à Varsovie car l'École des beaux-arts a été fermée en 1864 par les autorités tsaristes à la suite de l'Insurrection polonaise de 1863 à laquelle les élèves ont participé. Après quatre ans, il part avec son ami Józef Pankiewicz pour Saint-Pétersbourg où il poursuit ses études à l'Académie des beaux-arts de Saint-Pétersbourg de 1885 à 86.
De retour à Varsovie, en 1886, il devient l'illustrateur de plusieurs revues artistiques de l'époque, dont Klosy et la revue Tygodnik Ilustrowany (Hebdomadaire illustré) et y devient l'un de artistes les plus en vue. C'est durant cette période qu'il exécute ses premières aquarelles et peintures à l'huile, une occupation qu'il considère plus comme un passe-temps que comme une véritable activité professionnelle. Ces premiers tableaux sont surtout influencés par Aleksander Gierymski.
En 1889, au cours d'un séjour à Paris avec Pankiewicz, il subit l'influence de l'Impressionnisme. Il participe à l’Exposition Universelle de 1889 et visite la rétrospective d’Edouard Manet. Il est très impressionné par les peintres français, en particulier Claude Monet.
De retour en Pologne, Pankiewicz met en application ses premières expériences impressionnistes. Il s’installe à Varsovie, mais son itinéraire pictural passe principalement par les domaines de ses amis. Pendant ses courts séjours chez les uns et chez les autres il s’adonne à la peinture. Son atelier, c’est la nature : il y pose son chevalet et il peint. Il exécute alors une série de toiles claires et ensoleillées.
On verra en lui plus tard celui qui a fait pénétrer et connaître en Pologne le mouvement impressionniste, mais vers la fin de sa vie l'expérience personnelle de la souffrance le fera pencher vers le symbolisme.

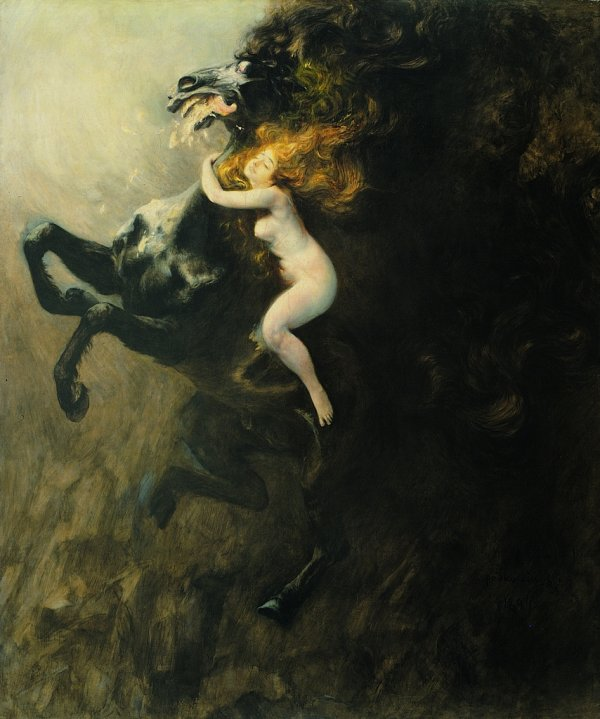
Extase, huile sur toile 275 × 310 cm, 1894. Musée national Sukiennice de Cracovie.

En effet, en automne 1890 Podkowiński expose ses tableaux au salon varsovien d'Aleksander Krywult. Ses œuvres ne s’attirent pas la sympathie des critiques d’art. La critique de Cezar Jellenta, personnage très influent dans le milieu, se montre particulièrement féroce. Les critiques défavorables et l’amour tragique et sans espoir pour l’épouse de l’un de ses amis marquent un tournant dans son oeuvre. Il fait des compositions symboliques - fantastiques dans les tons sombres.
Podkowiński meurt à Varsovie de la tuberculose, âgé seulement de 29 ans.

## Œuvres
Sa toile la plus connue est Extase (Szał uniesień). Elle fut exposée pour la première fois à la Galerie nationale d'art Zachęta de Varsovie  et y fit scandale. En 1894 elle fut récompensée à une exposition artistique à Varsovie. Cette dernière ne dura que 36 jours, car le trente-septième jour, Podkowiński détruisit son œuvre en la lacérant à coups de couteau. La toile, restaurée après sa mort, devint propriété du collectionneur Feliks Jasieński et ensuite du Musée Nationale de Cracovie.

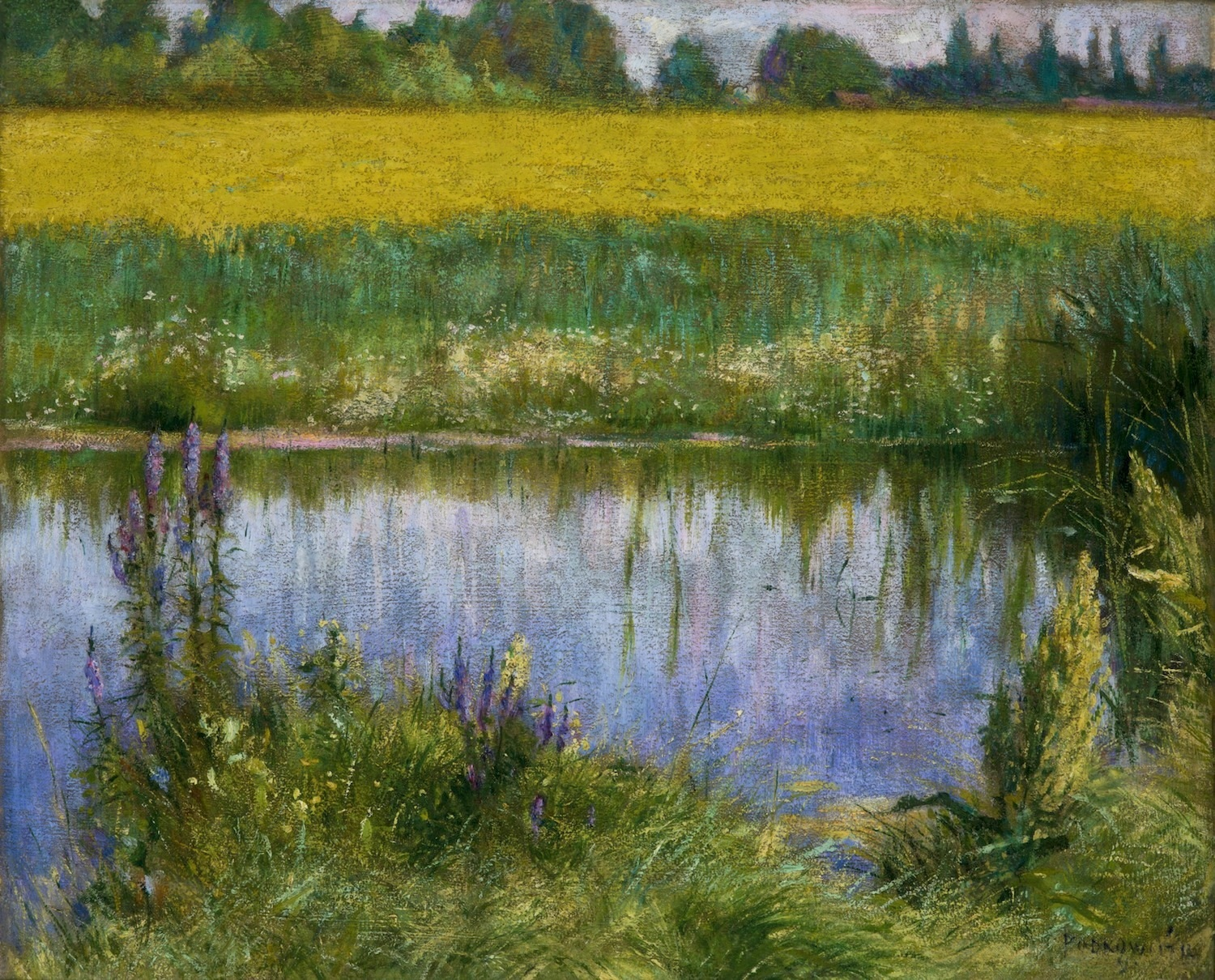
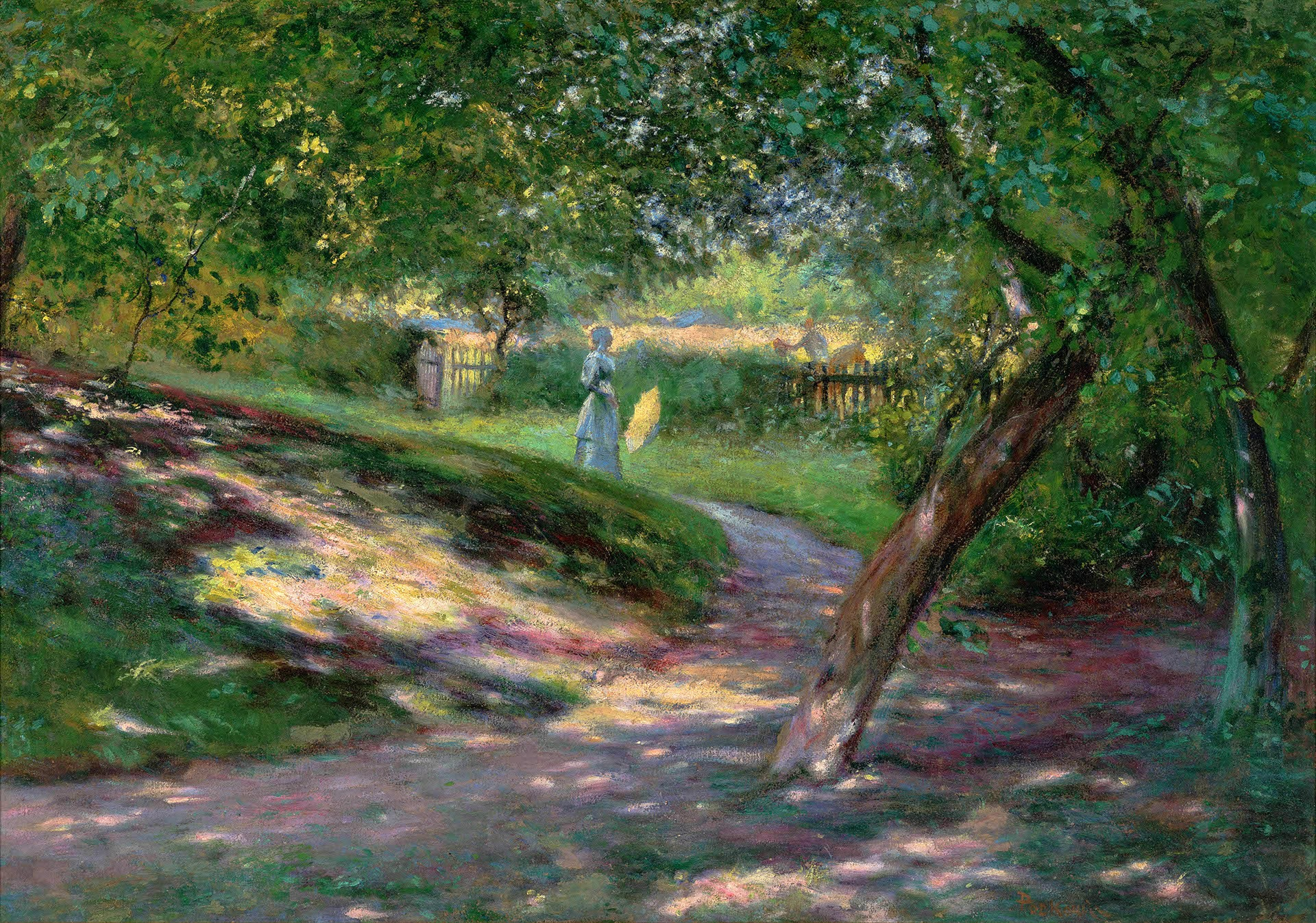
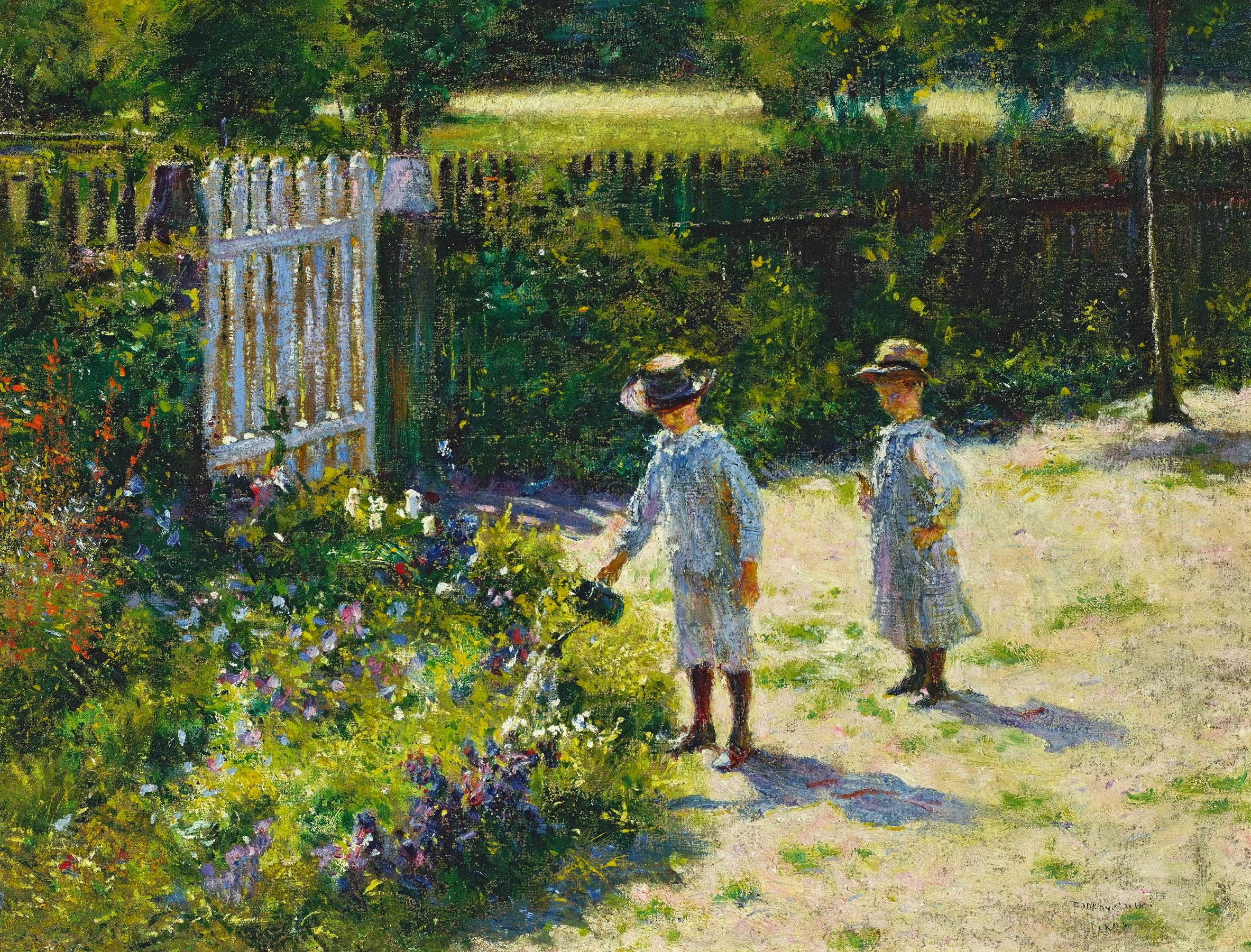
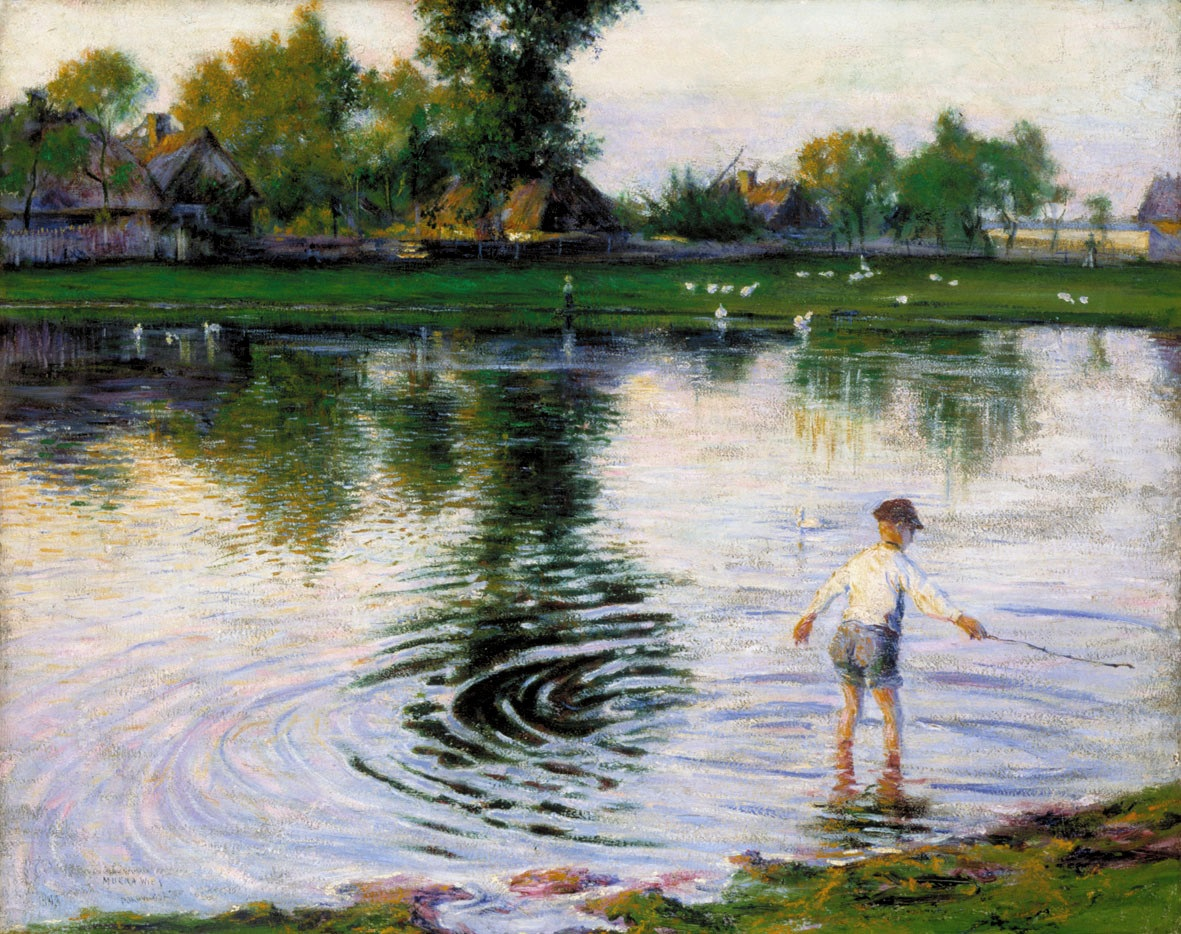
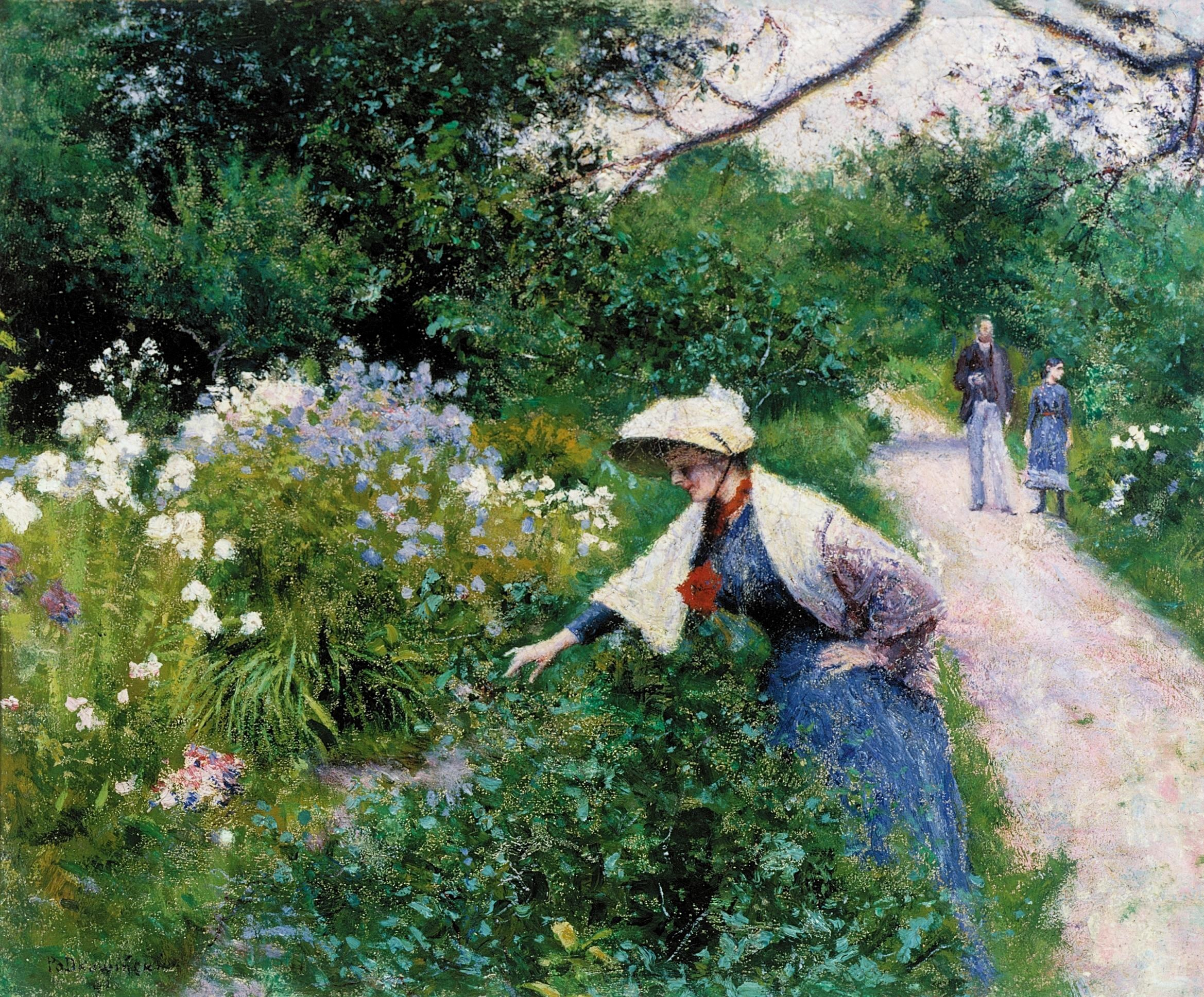
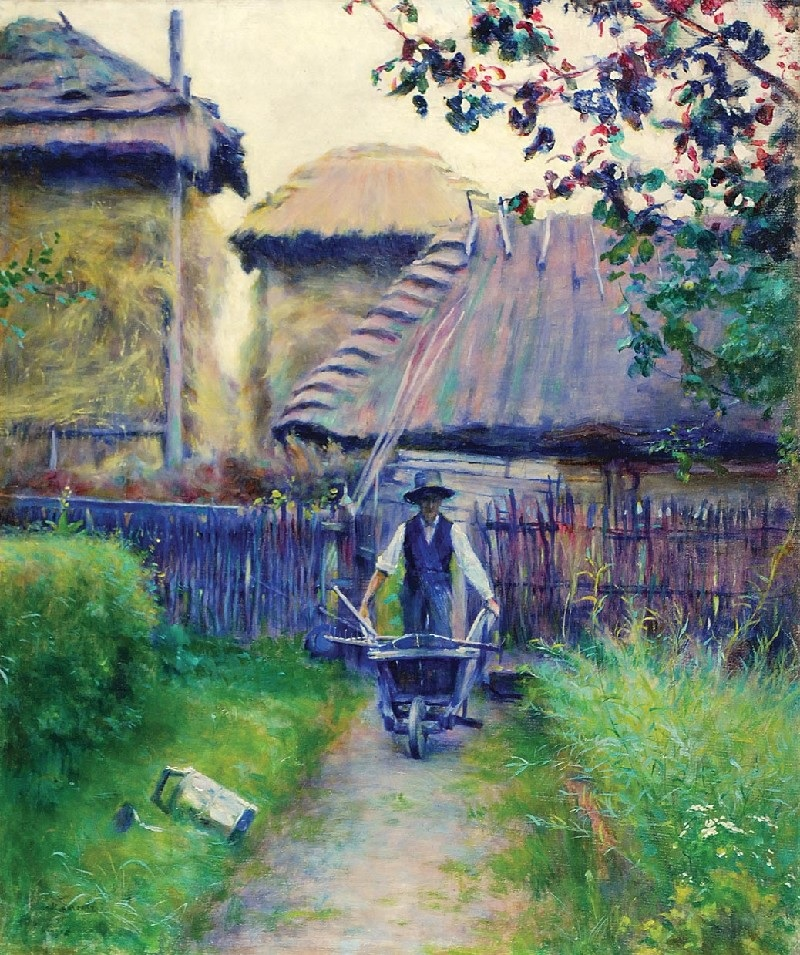
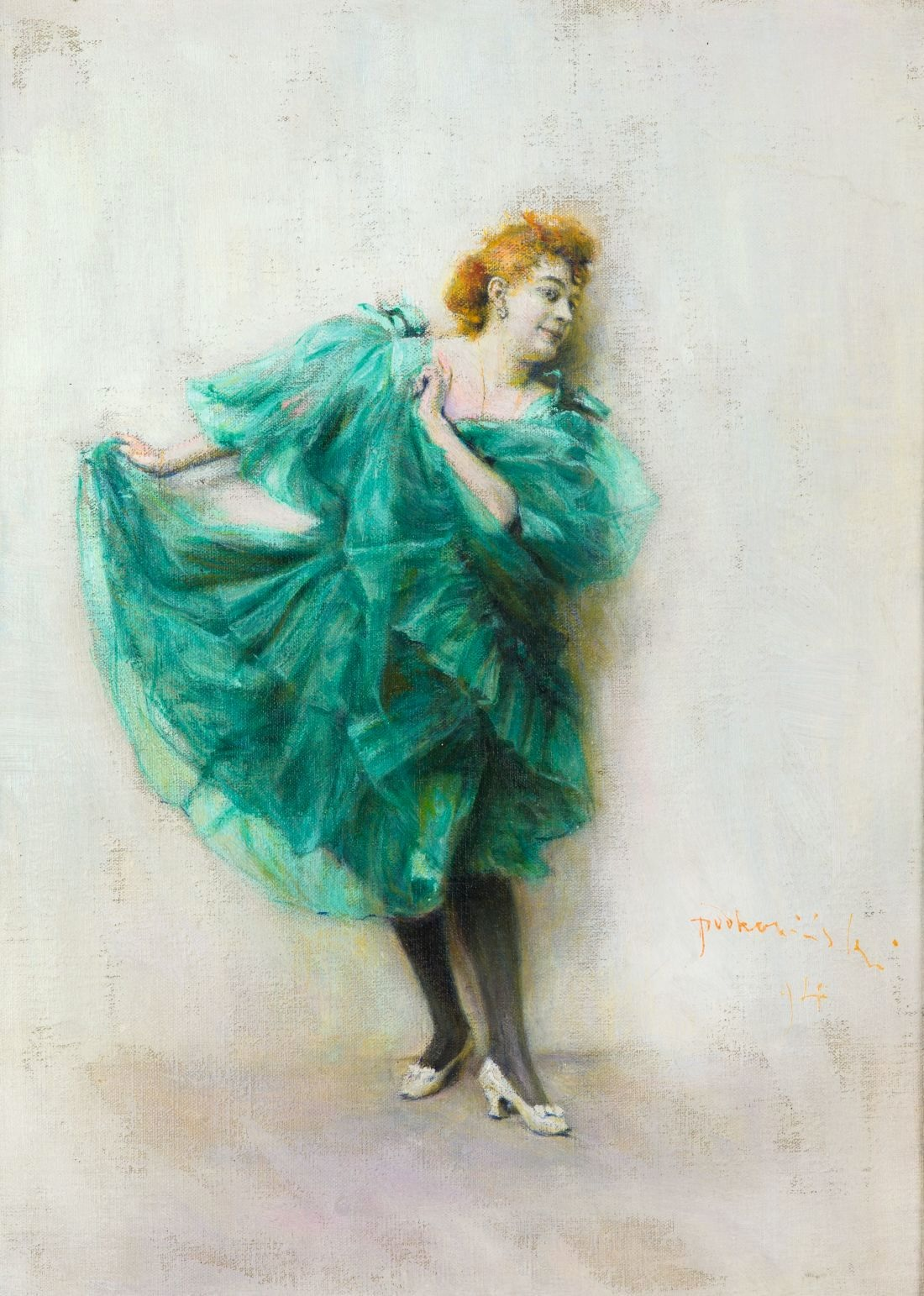
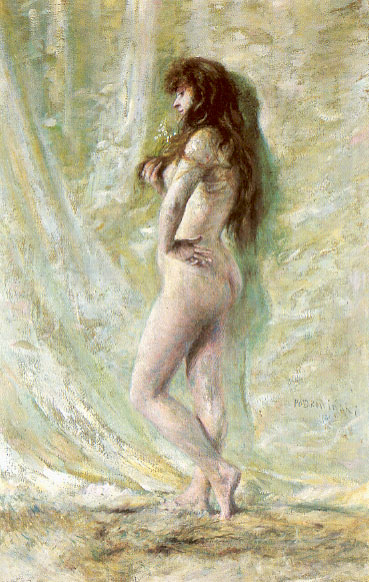
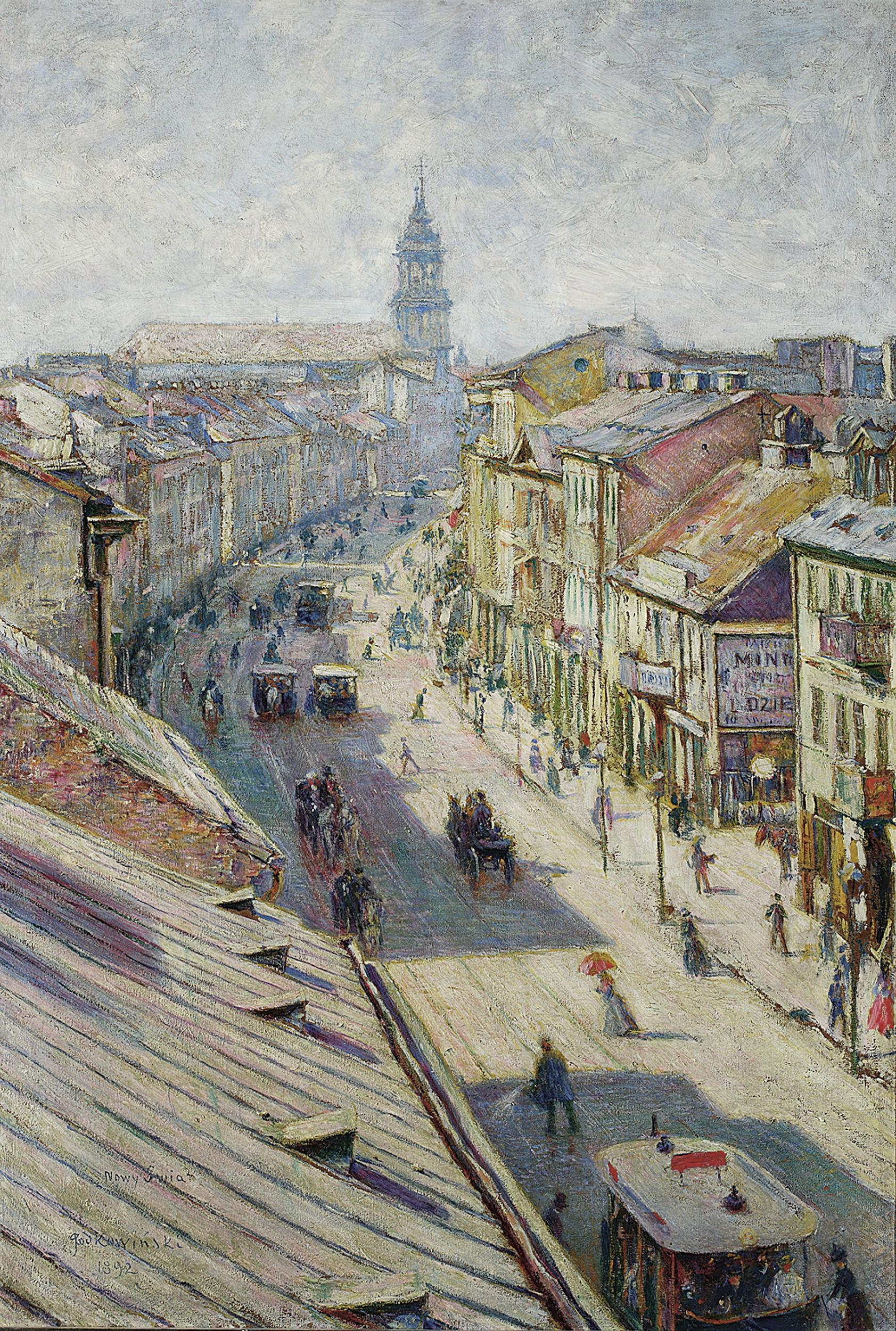
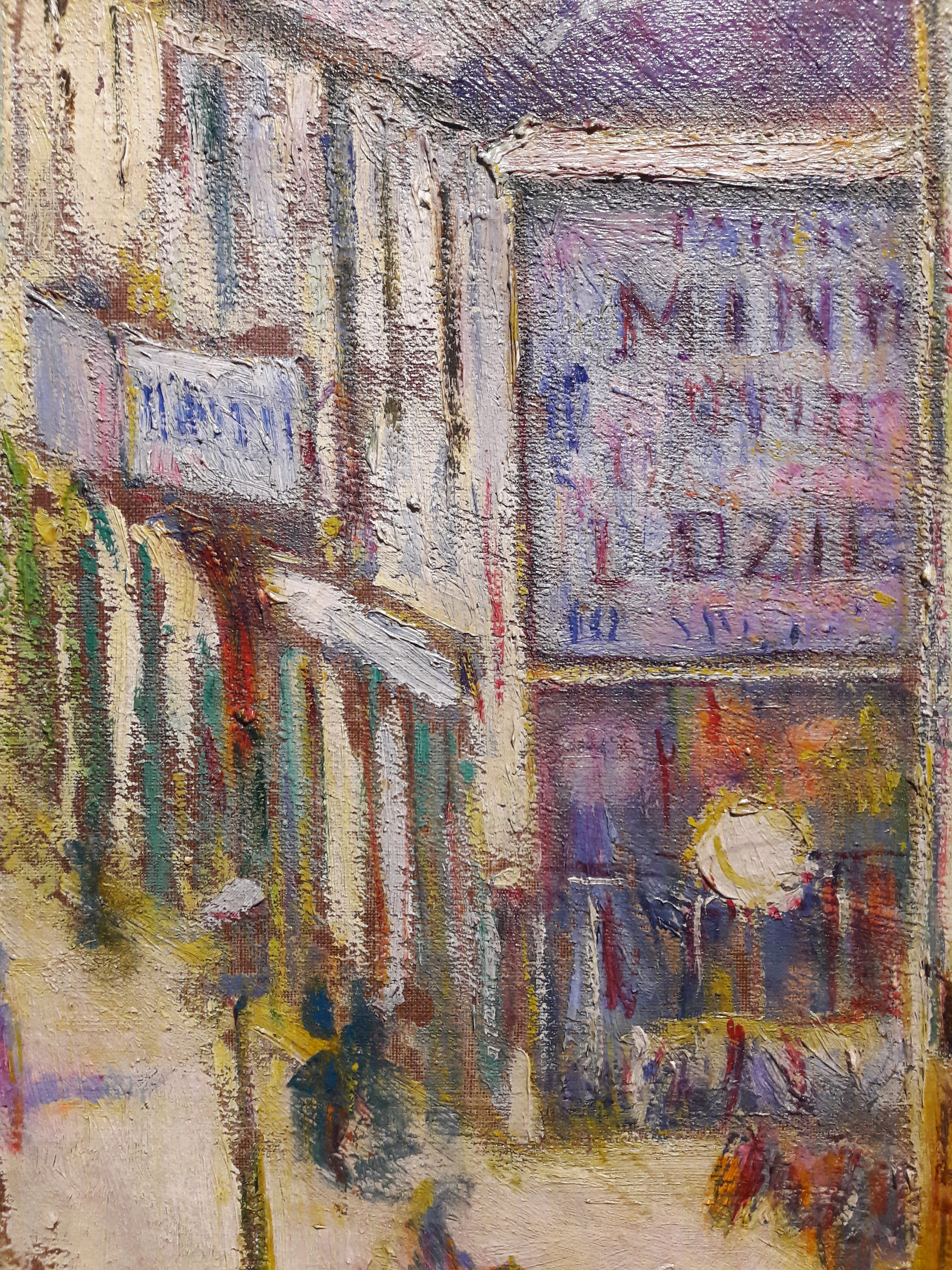
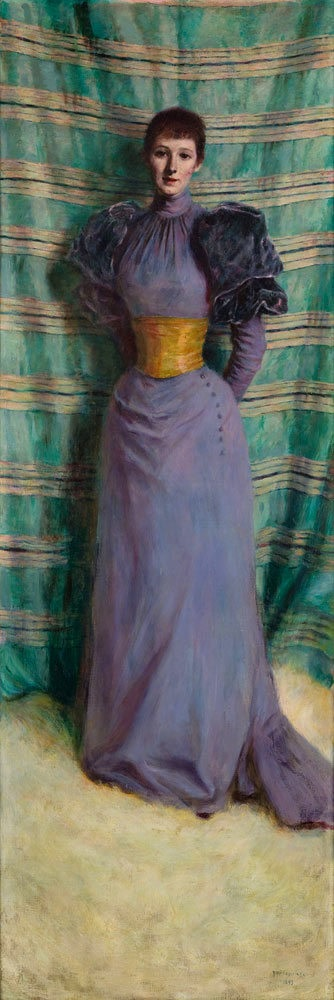
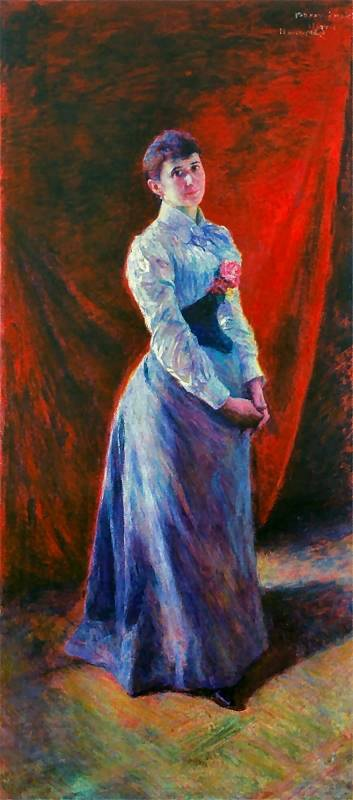
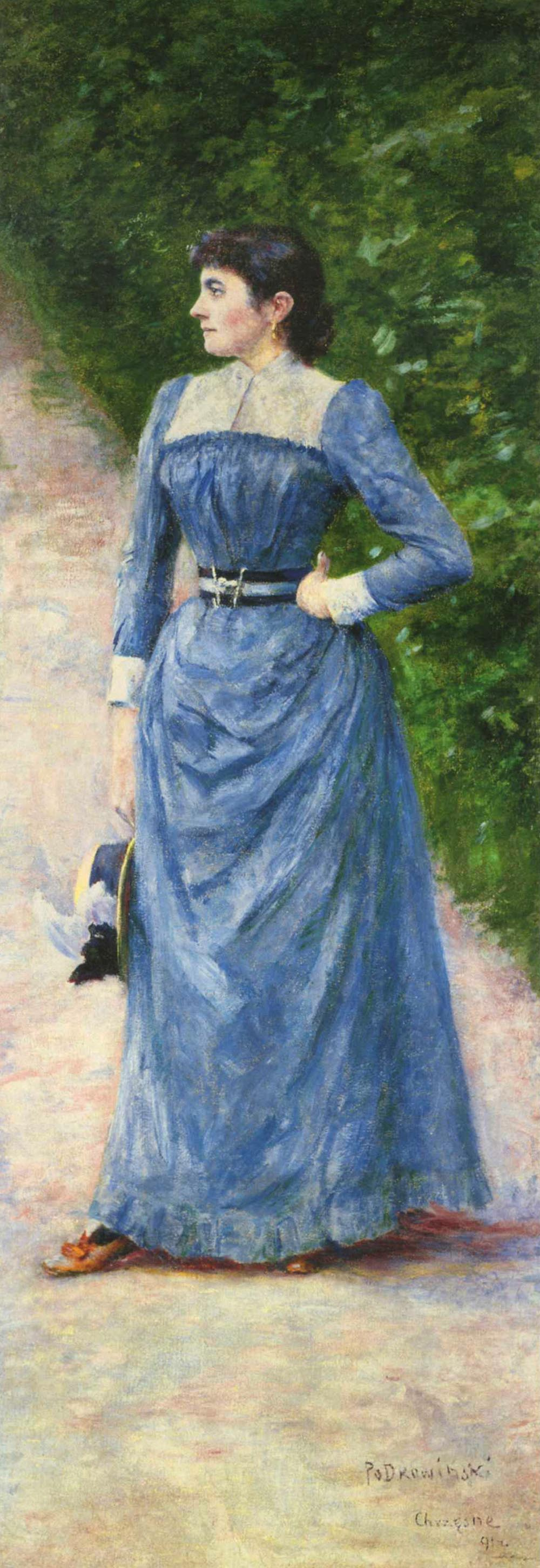
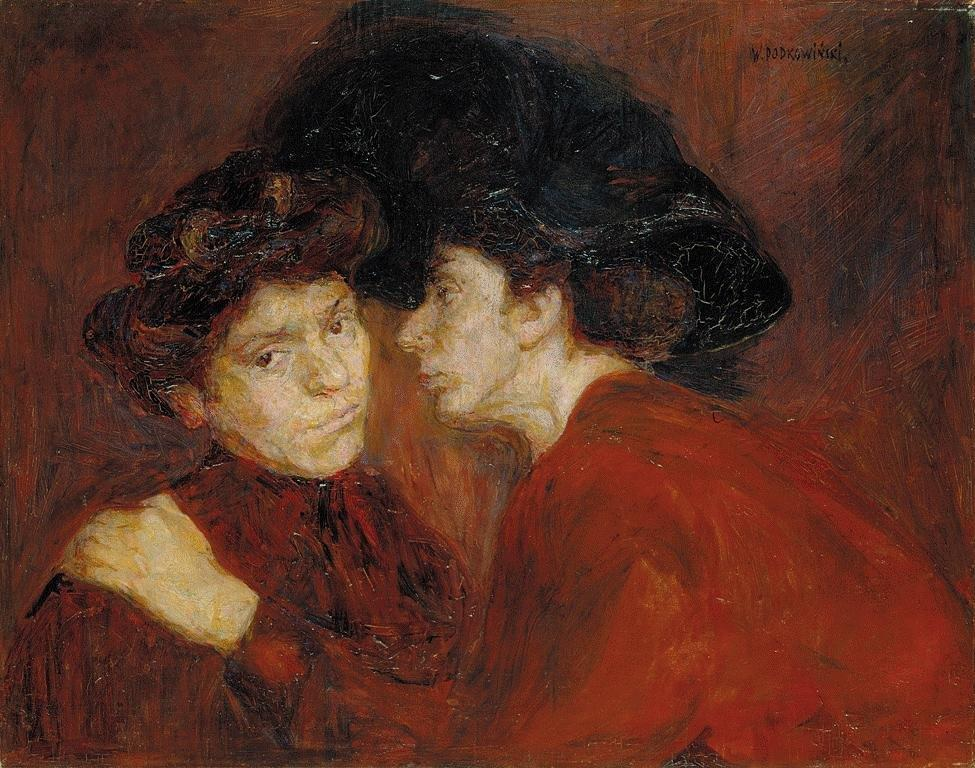
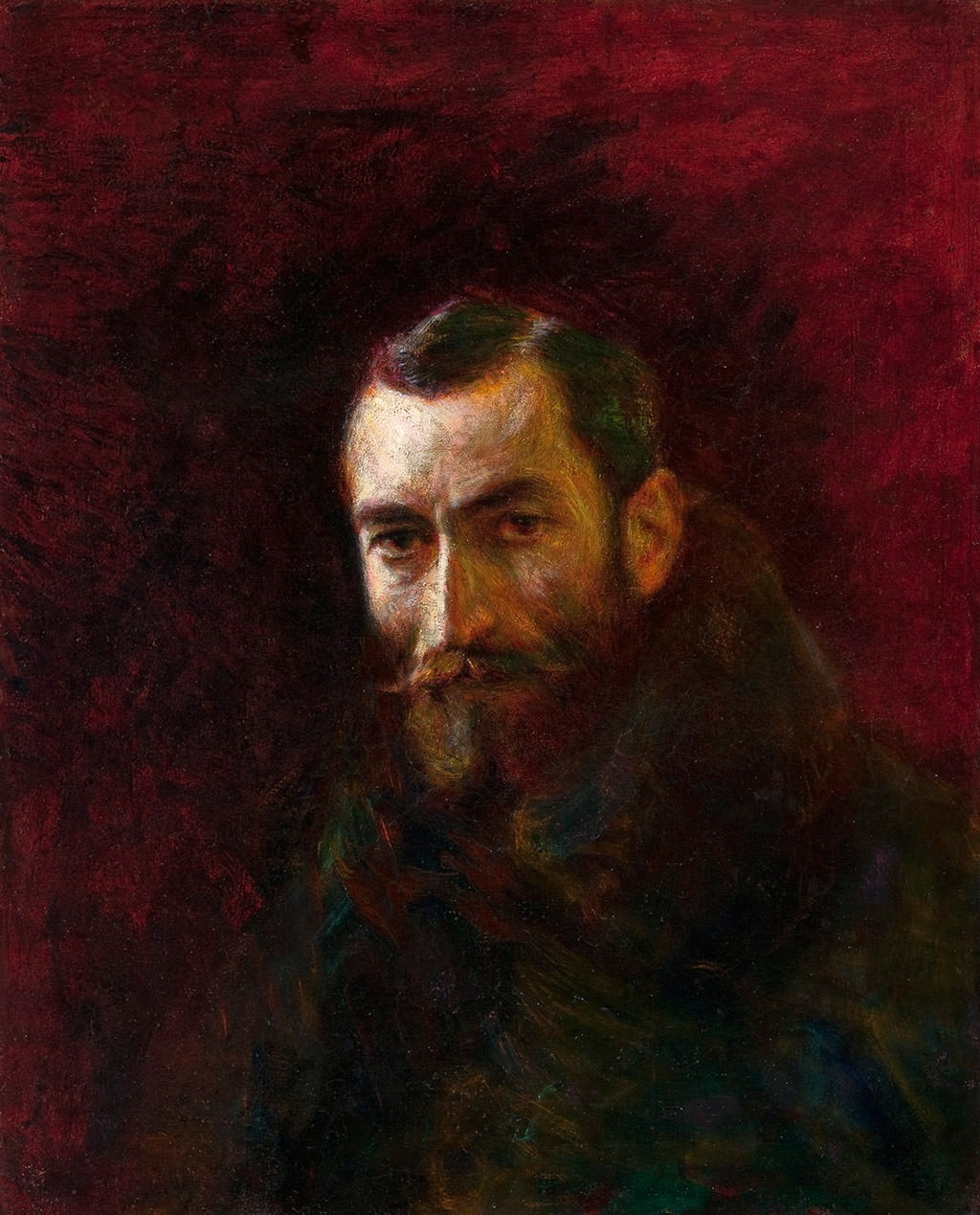
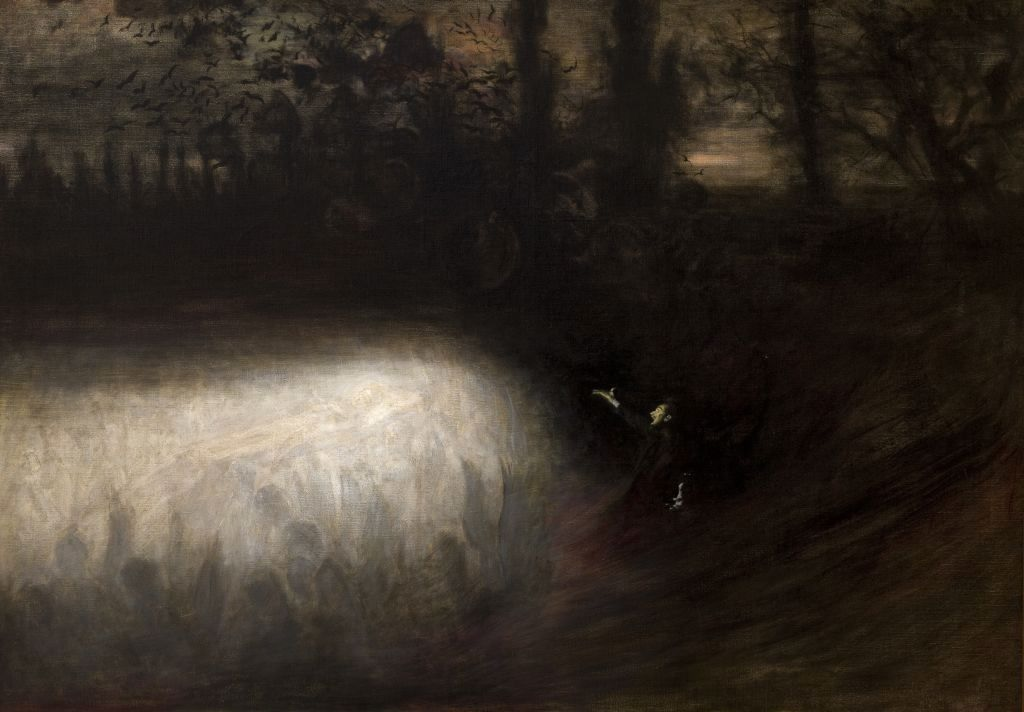
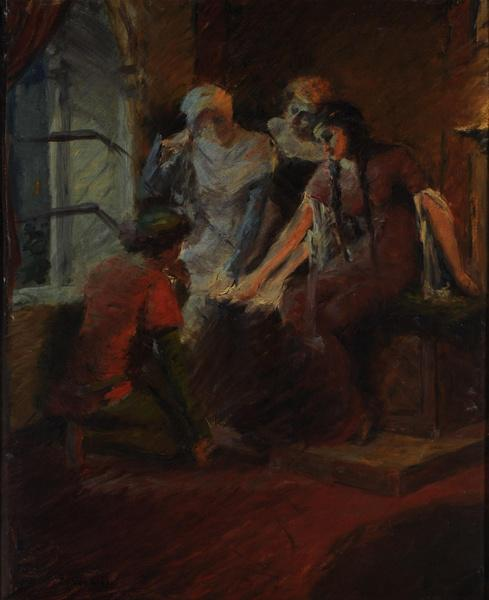
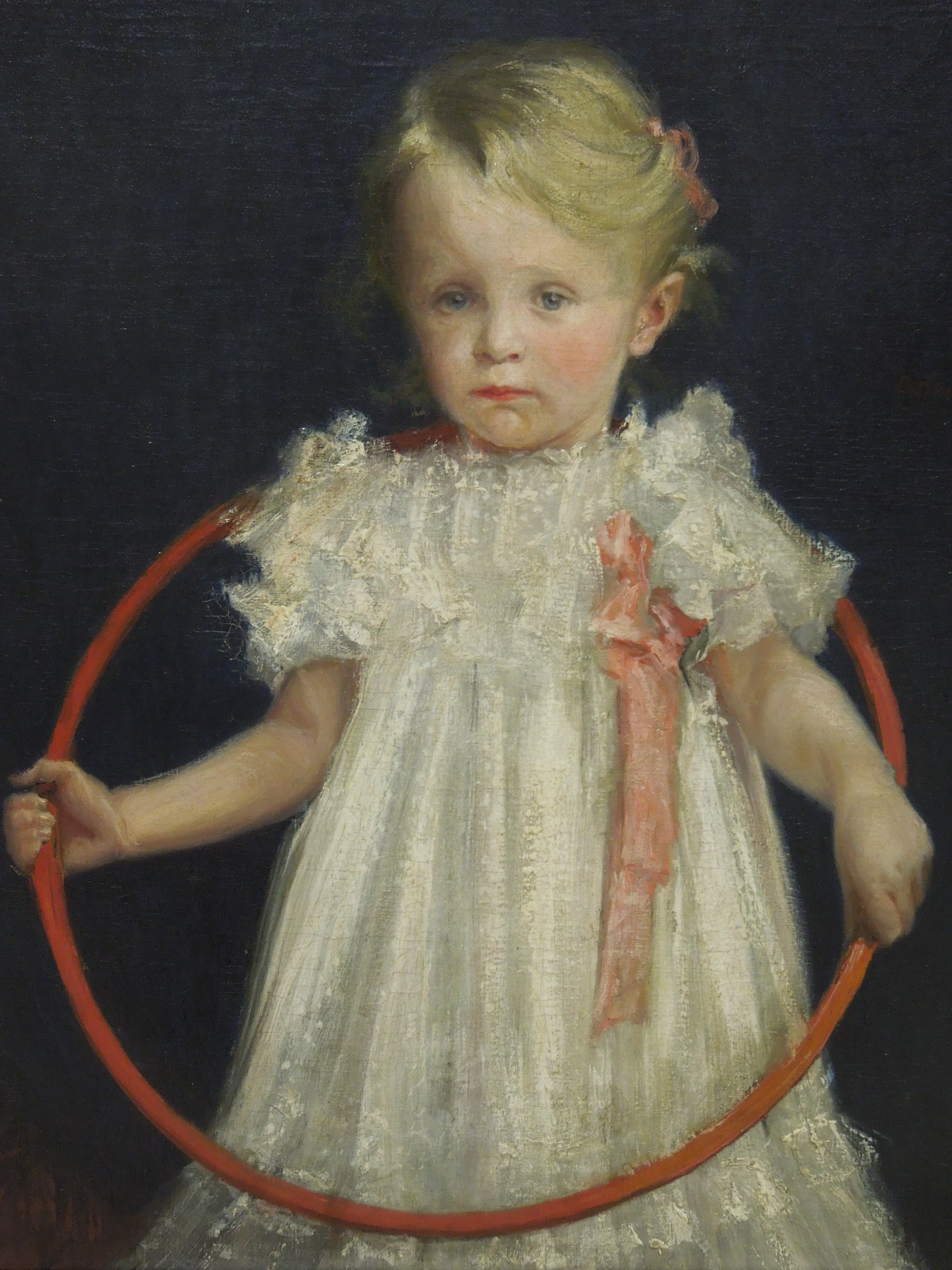

## Source
- (en) Cet article est partiellement ou en totalité issu de l’article de Wikipédia en anglais intitulé « Władysław Podkowiński » (voir la liste des auteurs).